# 春風亭昇々
春風亭 昇々（しゅんぷうてい しょうしょう、1984年11月26日 - ）は、落語家。落語芸術協会、ホリプロ所属。本名：柴田 裕太。出囃子は『だんじり』。

## 来歴
千葉県松戸市生まれ。松戸市立六実中学校、千葉県立小金高等学校、関西学院大学文学部卒業。2007年（平成19年）4月、春風亭昇太に入門する。前座名「昇々」。2011年（平成23年）4月、二ツ目に昇進。落語芸術協会若手二ツ目ユニット「成金」メンバー。
新作ユニット「ソーゾーシー」メンバー（春風亭昇々、瀧川鯉八、玉川太福、立川吉笑）。
2015年10月、平成27年度NHK新人落語大賞決勝進出。2016年10月、平成28年度NHK新人落語大賞決勝進出。2016年12月、「千両みかん」「初天神」「誰にでも青春2」「寝坊もの」で、渋谷らくご大賞を受賞。
2020年6月27日、「昇々・ぴっかり☆ はまきんっサタデー」（文化放送）内で結婚予定であると発表。
2020年12月15日に行われた「渋谷らくご しゃべっちゃいなよ 創作大賞2020」に出演。『安心教』を演じ、渋谷らくご創作大賞を受賞した。
2021年1月1日、文化放送「らくごのブンカ presents 元旦落語DE特番」で男児の父になったことを発表。
2021年5月上席より三遊亭小笑、春風亭昇吉、笑福亭羽光とともに真打昇進。披露パーティーは3月に開催されたが、5月1日からの寄席での披露は、三度目の緊急事態宣言を受け寄席が休業したことを受け、6月11日からに延期となった。

## 人物
- 趣味は山登り[1]。
- 特技はけん玉、書道(四段）。
- YouTubeチャンネル、「アバンギャルド昇々」に「らくごマン」動画等をアップしている。
- お笑い芸人の石出奈々子は幼稚園、小学校、中学校が全て同じの同級生で、当時からお互いのことを知っていた同士だった[6][7]。
- 『ポンキッキーズ』では昔話を落語にアレンジした「ぜんまいらくご」を披露。番組終了後も、共にMCをつとめた藤原さくらのアルバム『SUPER MARKET』リリース（2020年）に際しYouTubeにて共演、「さくらくご」を披露した[8]。
- ナレーションなど落語以外の仕事に関しては台本に注意点を書き込むなど、自分なりの教科書を製作して臨んでいる[9]。
- 2022年9月、先天性の心臓異常に由来する脳梗塞を発症。手術を経て回復、2024年2月の取材で罹患を公表した[10]。

## メディア

### TVレギュラー
- ミライダネ!（2017年4月1日 - 2018年3月31日、テレビ東京） - ナレーション
- ポンキッキーズ（2017年4月2日 - 2018年3月25日、BSフジ） - MC[11][12]
- フィロのス亭（2019年4月11日 - 、テレビ朝日） - 天の声・MC
- バービーのしずおかごはんがもっと食べたい！（毎月第三土曜日）／ いきつけ！しずおかごはん（毎週月曜）（ともに 2019年4月-2022年3月21日、  テレビ静岡 ）- ナレーション
- ちば朝ライブ モーニングこんぱす（2022年4月6日 - 、千葉テレビ放送） - 水曜メインパーソナリティ[13]

### ラジオ
- SHIBA-HAMAラジオ（文化放送、2018年10月より、金曜日担当）
- はまきんっサタデー　（文化放送　毎週土曜日05:05から、2020年4月 - 2021年3月）
- 春風亭昇太のラジオビバリー昼ズ  落語応援月間「生放送中に三題噺に挑戦！」(2021年5月26日) - お題は「結婚・失念・月食」。

### 舞台
- 幕末太陽傳 外伝（2019年、三越劇場）- 語り部　※柳亭小痴楽とのダブルキャスト

### DVD・CD
- 2013年の春風亭昇々（DVD+CD）、クエスト、2013年[14]
- アバンギャルド昇々TakeOff、ミュージックテイト・プライベートレーベル、2014年
- 落語ファンタジー、（5人組ユニット、RAKUGOKA★5のメンバーとして）2018年

### ミュージックビデオ
- トロピカル＊ストロー　2014年
- そばロック　2016年
- 新しい地平線　2017年

いずれも自身のyoutubeチャンネル「アバンギャルド昇々」にて公開。